# Pleonexes aptos
Pleonexes aptos är en kräftdjursart som beskrevs av J. L. Barnard 1969. Pleonexes aptos ingår i släktet Pleonexes och familjen Ampithoidae. Inga underarter finns listade i Catalogue of Life.